# Nutrien
Nutrien — канадская химическая компания, производитель удобрений, в частности крупнейший в мире производитель калийных удобрений. Штаб-квартира компании расположена в Саскатуне, столице провинции Саскачеван. Nutrien была создана в 2018 году слиянием канадских компаний Potash Corporation of Saskatchewan и Agrium.
В списке крупнейших публичных компаний мира Forbes Global 2000 за 2022 год Nutrien заняла 281-е место.

## История
В начале 1940-х годов в канадской провинции были обнаружены значительные запасы калий-содержащих минералов сильвина и карналлита, в начале 1950-х годов началась разработка месторождений, к 1960-м принявшая масштабный характер, в ней участвовали как канадские, так и американские компании. Перепроизводство калия привело к падению цены на него, и для стабилизации рынка в 1975 году властями провинции была создана Калийная корпорация Саскачевана (Potash Corporation of Saskatchewan, PotashCorp), которая начала скупать добывающие активы. Властям США такое создание монополиста не понравилось, и они ввели высокие тарифы на импорт канадского калия, что привело к убыткам PotashCorp. В конце 1980-х годов корпорация была приватизирована
Канадская тихоокеанская железная дорога в 1906 году создала дочернюю горнодобывающую структуру Consolidated Mining and Smelting Company (с 1966 года Cominco). С 1931 года как побочный продукт она начала производить удобрения, это направление со временем развилось в отдельную структуру Cominco Fertilizer, в 1993 году ставшую самостоятельной компанией; к этому времени она стала крупным производителем азотных и калийных удобрений с предприятиями в Канаде и США. В 1995 году компания сменила название на Agrium.
В 2016 году было достигнуто соглашение о слиянии PotashCorp и Agrium в новую компанию под названием Nutrien; слияние было завершено 1 января 2018 года. В 2019 году была куплена австралийская компания по розничной продаже удобрений Ruralco.

## Деятельность
Основные подразделения по состоянию на 2021 год:
- Розница — продажа удобрений, средств защиты урожая и семян производителям сельскохозяйственной продукции через 2000 торговых точек в 7 странах Северной и Южной Америки и в Австралии; продажи удобрений составили 13,4 млн тонн, из них 9,8 млн тонн — в Северной Америке; выручка 17,7 млрд долларов.
- Калий — добыча минералов калия на 6 шахтах в Саскачеване (на них приходится 21 % мировой добычи калийных солей); 13,6 млн тонн; выручка 4,04 млрд долларов, из них 1,64 млрд в Северной Америке.
- Азот — производство азотных соединений (аммиака, мочевины, нитратов, сульфатов) для использования в качестве удобрений и в промышленности; 4 предприятия в Канаде, 4 в США, 1 в Тринидаде, 10,7 млн тонн; выручка 3,98 млрд долларов.
- Фосфаты — производство фосфатов и других соединений фосфора на двух предприятиях в США; выручка 1,63 млрд долларов.

Из выручки 27,7 млрд долларов в 2021 году на США пришлось 16,0 млрд, Канаду — 3,1 млрд, Австралию — 3,6 млрд, Бразилию — 567 млн, Китай — 264 млн.

## Дочерние компании
Основные дочерние компании по состоянию на 2021 год.:
- Potash Corporation of Saskatchewan Inc. (Канада)
- Agrium Inc. (Канада)
- Agrium Canada Partnership (Канада)
- Agrium Potash Ltd. (Канада)
- Agrium U.S. Inc. (США)
- Cominco Fertilizer Partnership (США)
- Loveland Products Inc. (США)
- Nutrien Ag Solutions Argentina S.A. (Аргентина)
- Nutrien Ag Solutions (Canada) Inc. (Канада)
- Nutrien Ag Solutions, Inc. (США)
- Nutrien Ag Solutions Ltd. (Австралия)
- PCS Nitrogen Fertilizer, LP (США)
- PCS Nitrogen Ohio LP (США)
- PCS Sales (USA) Inc. (США)
- PCS Nitrogen Trinidad Ltd. (Тринидад)
- PCS Phosphate Company, Inc. (США)
- Phosphate Holding Company, Inc. (США)